# Olios obesulus
Olios obesulus là một loài nhện trong họ Sparassidae.
Loài này thuộc chi Olios. Olios obesulus được Mary Agard Pocock miêu tả năm 1901.